# ジョニー・ウィルキンソン
ジョニー・ウィルキンソン（Jonny Wilkinson）、本名ジョナサン・ピーター・ウィルキンソン（Jonathan Peter Wilkinson CBE、1979年5月25日 - ）は、イングランドの元ラグビー選手。元イングランド代表のスタンドオフ（フライハーフ）。サリー州フリムリー出身。身長178cm、体重89kg。2014年5月31日の試合を最後に引退。
歴代最多のワールドカップ通算277得点（1トライ、28コンバージョン、58ペナルティゴール、14ドロップゴール）を記録するなど、2000年代のラグビー界を代表するスター選手だった。クラブでも活躍し、所属チームのRCトゥーロンをフランス・チャンピオンに導いた。

## 来歴
少年時代からラグビーのイングランド代表になることを夢見ており、ラグビーのみならず、テニス、クリケット、バスケットボールなど多くのスポーツに親しむ。学業にも優れ、高校卒業後はダラム大学に進学した。しかし、ニューカッスル・ファルコンズへの入団が決まったため、1997年に退学した。
1998年4月4日、18歳でイングランド代表デビュー。翌1999年にはラグビーワールドカップに出場。2000年のシックス・ネイションズでは主力としてプレーし、同年と2001年のイングランドの連覇に貢献した。
2003年のワールドカップでは大会を通じて大車輪の活躍をみせた。準決勝のフランス戦では自身のキックだけで23点を記録し、28対17での勝利の立役者となる。オーストラリアとの対戦となった決勝では延長残り30秒からドロップゴールを決め、チームを優勝に導いた。この大会ではドロップゴールやペナルティゴールなどキックのみで113点をたたき出し、トライを獲らずに得点王に輝いた。また、イングランドの得点の8割がウィルキンソンのキックから生まれたものであった。
2004年には代表での活躍により大英帝国勲章を授けられ、ローレンス・ダラーリオに代わる代表の新キャプテンに指名された。しかし、肩、腕、膝など相次ぐ故障に苦しみ、試合から遠ざかる。2005年にはブリティッシュ・アンド・アイリッシュ・ライオンズのニュージーランド遠征に参加した。また、ニューカッスルの一員として来日したが、怪我のため欠場した。2006年のシックスネイションズでは全5試合に出場したが、彼のコンディションについては懐疑的な声も寄せられた。
2007年のシックスネイションズにおけるスコットランド代表戦では27点を記録（内訳は1トライ、2ゴール、5ペナルティゴール、1ドロップゴール）し、42対20での勝利に貢献し、復活を印象づける。続くイタリア戦では15点を挙げ、シックスネイションズでの通算得点を歴代最多となる421点に伸ばした。
直前まで怪我に苦しみながらも、同年のワールドカップでも代表入り。最初の2試合こそ欠場したが、オーストラリアとの準々決勝ではチームの総得点となる12点を挙げ、試合に勝利すると同時に通算231点でワールドカップの最多得点記録保持者となった。準決勝のフランス戦では追い詰められた状況から40メートルのドロップゴールを沈め、14対9での勝利を演出。南アフリカとの決勝戦には敗れたが、その活躍は不振のイングランドを蘇生させたと讃えられた。
2008年、シックスネイションズにおけるイタリア代表戦で代表通算1000得点を達成した。しかし同年9月に怪我で所属チームを離脱しシーズンを終えた。
2009年、フランスのRCトゥーロンと2年契約を結び、12年間にわたって在籍したニューカッスル・ファルコンズを離れた。
2011年12月、自身のウェブサイトで国際試合からの引退を発表した。
2014年5月31日の引退試合はフランスのトップ14決勝戦だった。RCトゥーロンは、前年の決勝戦では苦杯を舐めさせられたカストル（Castres Olympique）を18-10で下したが、キャプテンのウィルキンソンは15ポイントを得点するなど大活躍し、試合後、サンドニの競技場にはファンによるイギリス国歌の歌声が流れた。外国の国歌を歌うというのは異例だが、サー・ジョニー・ウィルキンソンに親愛と敬意を表してのことだった。
なお、RCトゥーロンはすでに5月24日にカディフを23-6で下し欧州杯（ハイネケンカップ）二連覇を決めている。

## 人物

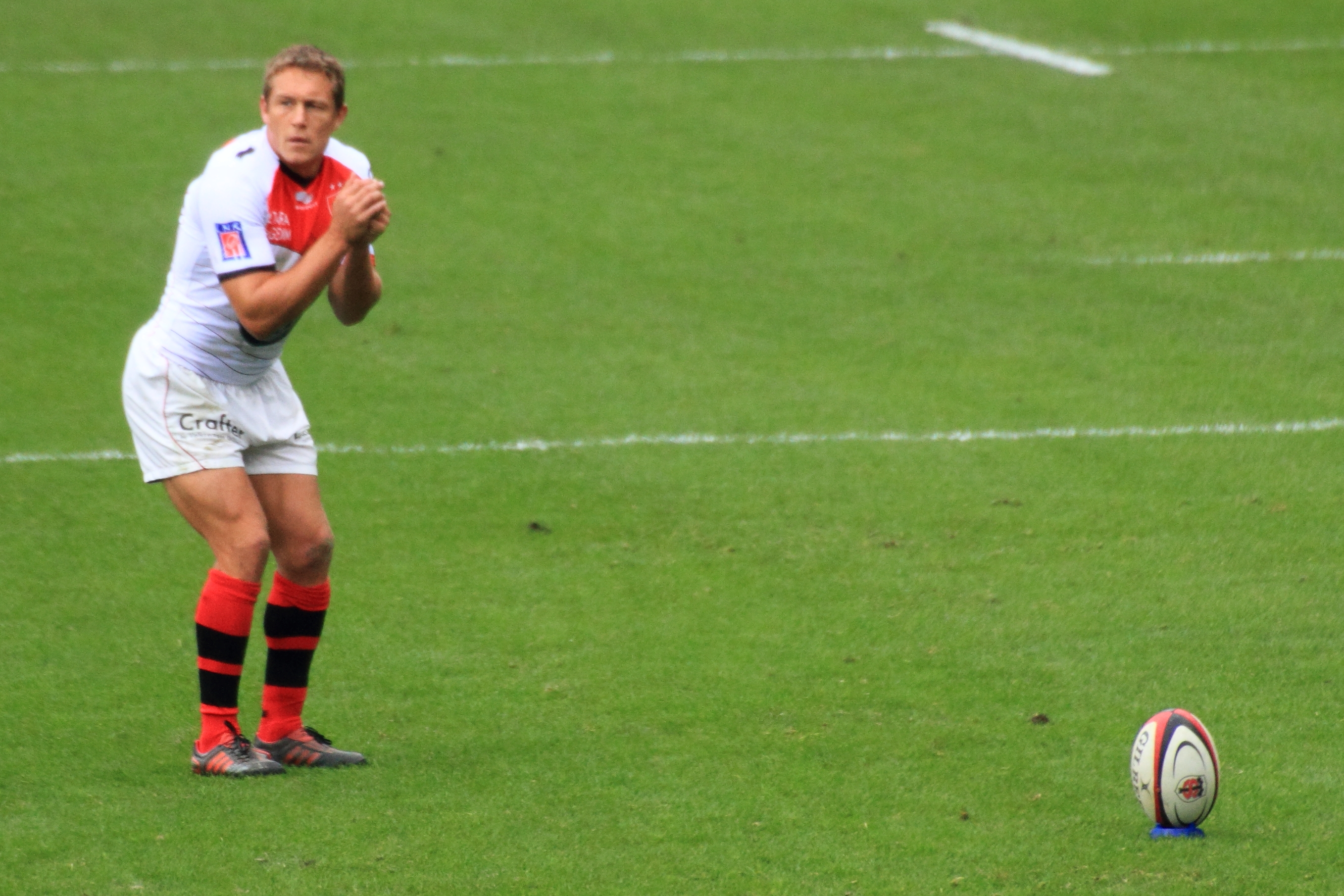
キック前に精神統一を図るウィルキンソン

左利きながら両足とも正確無比のキックの技術を誇る。プレースキックを蹴る前には、両手を組み精神集中を図ることが多い。キックが注目されがちであるが、激しいタックルも持ち味である。
甘いマスクで、イギリスではベッカムと並んで人気のあるスポーツ選手であり、通称「ラグビー界のベッカム」。本家ベッカムとはアディダスのCMで共演し、サッカーボールでのフリーキックやラグビーボールでの華麗なリフティングを披露している。
2013年10月28日に、トゥーロン近郊のバンドル市役所において、8年来同棲していたシェリー・ジェンキンスと結婚した。式はごく内輪なものだった。
2015年、ラグビーワールドカップイングランド大会の開会式で披露された「1823年ラグビー校でのラグビーフットボール発祥の故事」を再現したショートフィルムに「ラグビー校の庭師」役としてヘンリー王子とともにカメオ出演した。ボールを抱えて疾走する少年を見て「彼は何をしているんだ？」と「庭師ヘンリー」に言葉をかけた（「庭師ヘンリー」は「気にするなジョニー、あんなもの（のちにラグビーフットボールと呼ばれるもの）、絶対に流行らん」と応じた）。
兄のマーク・ウィルキンソンもニューカッスル・ファルコンズでプレーしたラグビー選手である。
練習量が非常に多く、練習の重要性も非常に理解していることでもしられているが、サンドイッチをほおばりながら、キックの練習をしていることがあるなど(それだけ練習が大好きという姿勢であるかもしれないが)真摯とはいえない一面もあった。

## 記録
- テストマッチ合計　97試合(先発85/交代12) 得点1246(TCPG36DG) 〔ダン・カーターに次ぐ2位〕
- イングランド 91試合(先発79/交代12) 1179得点(6T162C239PG36DG)
- ラグビーワールドカップ 19試合(先発18/交代1) 277得点(1T28C58PG14DG) 〔最多得点記録〕                                                                                              
  - 優勝:2003 準優勝:2007
- シックスネイションズ 43試合(先発35/交代8) 546得点(4T89C105PG11DG) 〔ローナン・オガーラに次ぐ2位〕
  - 優勝:2000 2001 2003(グランドスラム) 2011
- ライオンズ 6試合(先発6/交代0) 67得点(1T7C16PG0DG)